# Żores Miedwiediew
Żores Aleksandrowicz Miedwiediew, ros. Жорес Александрович Медведев (ur. 14 listopada 1925 w Tbilisi, zm. 15 listopada 2018 w Londynie) – rosyjski biolog, brat bliźniak publicysty Roja.
Był pracownikiem naukowym Instytutu Radiologii Akademii Nauk Medycznych w Obnińsku. W Stanach Zjednoczonych opublikował krytykę działalności Trofima Łysenki. Stał się znany, kiedy władze radzieckie bezskutecznie usiłowały go umieścić w szpitalu psychiatrycznym w 1970. W 1973 wyemigrował do Wielkiej Brytanii.